# Мстиславське воєводство
Мстиславське воєводство (лат. Palatinatus Mscislaviensis, пол. Województwo mścisławskie, біл. Мсціслаўскае ваяводства) — адміністративно-територіальна одиниця Великого князівства Литовського (з 1569 р. входила до складу Речі Посполитої), що існувала в 1566—1772 роках.
Воєводство межувало на заході й півдні з Мінським воєводством (Мінський повіт, Речицький повіт) та Вітебським на північному заході (Оршанський повіт). Деякий час в XVII столітті Мстиславське воєводство межувало зі Смоленським і Чернігівським воєводствами, території яких потім заволоділа російська держава. На сході Мстиславське воєводство межувало з Московським царством.

## Історія
Після смерті княгині Юліани Іванівни Мстиславської в 1527 році Мстиславське князівство стало староством. У 1529 році на місці староства було утворено Мстиславське намісництво, а в 1566 році в результаті адміністративно-територіальної реформи Сигізмунда II Августа було утворено Мстиславське воєводство.
Мстиславль був важливою фортецею, що розташована недалеко від кордону, і швидко містом, що розвивається. Крім маєтків середньої шляхти, у воєводстві було багато околичної шляхти, яка походила з мстиславських бояр, які в XV—XVI століттях були обдаровані селами за їх заслуги у війнах з хрестоносцями і проти Росії. До XX століття збереглися маєтки ополяченої околичної шляхти: Дубейковський, Кшичевський, Петражицький, Климовичі, Петровичі, Куркове.
У 1601 р. все православне духовенство воєводства перейшло в уніатство. Перша католицька парафія у регіоні з'явилася на початку XVII століття в м. Мстиславлі. У 1634 р. Владислав IV дозволив створити єдину на той час у Білорусі православну єпархію з центром у м. Могильові.
В середині XVII століття у воєводстві налічувалося 13 769 селянських господарств і 110 152 жителя. Воєводство не обійшли стороною тривалі війни середини XVII століття. Особливо спустошливим став 1654 рік. Російські війська під командуванням воєводи Трубецького О.М. окупували м. Мстиславль і розправилися над цивільним населенням великого тридцятитисячного міста. З тих, хто заздалегідь не зміг утікти звідти, 15 000 осіб загинули, а в живих залишилося близько 700 жителів. Кількість димів зменшилось на 69 % у всьому воєводстві. З тих пір жителів Мстиславля московити називали «рос. недосеки». Воєводство повністю спустошене було московським війчьком.
У 1772 р. під час першого поділу Речі Посполитої, воєводство було цілком окуповане російськими військом і перетворено на російську провінцію (мстиславську) у складі Могильовської губернії, а в 1775 р. розподіл губерній у Російській імперії на провінції було скасовано. Як і у випадку з іншими втраченими воєводствами, король продовжував призначати чиновників воєводства до повного припинення існування Речі Посполитої, а та частина шляхти, яка покинула воєводство, продовжувала збирати сеймики і вибирати послів і депутатів.
На початку XX століття території колишнього Мстиславського воєводства відповідали Климовицький повіт, велика частина Мстиславського, північно-східна частина Чауського та східна частка Чериковского повітів.
У 1918 р. повертався до Польщі I-й Польський корпус і зустрів на території цього колишнього воєводства підтримку місцевого населення, котрі від російських більшовиків з РРФСР захищали Білоруську Народну Республіку.

## Адміністративний поділ
Охоплювало території колишнього Мстиславського князівства, Кричевську волость та приватні маєтки, раніше виділені з їх складу (землі сучасної Могилівщини та значну частину Гомельської області).
На відміну від багатьох інших воєводств, Мстиславське воєводство не ділилося на більш дрібні адміністративні одиниці — повіти — і тому мало одну групу земських службовців й обирало двох послів на сейм і двох депутатів у Литовський трибунал (по одному на весняну та осінню сесії). Гродське староство, а потім і Гродський суд перебували в Мстиславлі, де також розміщувався Земський суд, проходили сеймики і переписи посполитого рушення.
Населені пункти воєводства були: Мстиславль, Кричев, Дрибин, Климовичі, Костюковичі, Хотимськ, Рясно, Радомля, Хіславичі, Шумячі, Жукове, Родня, Самотевичі, Студенець, Петровичі, Негіне, Милославичі, Монастирщина, Малятичі, Лозовиця, Гронов, Забичання, Каничі.

## Посадові особи
Після Люблінської унії 1569 року воєвода мстиславський і каштелян займали досить низьке положення в сенаті Речі Посполитої. По порядку старшинства воєвода мстиславський сидів за воєводою хелмнінським і перед мальборкським. А каштелян мстиславський сидів після хелмнінського каштеляна і перед ельблонгським.
Сенаторські чини мстиславського воєводства не надто високо стояли в порядку старшинства, тому не були цікавими для амбітних представників найбільших магнатських родів. У більшості своїй ці посади займала місцева аристократія — нащадки литовських і руських князів — і навіть представники середньої шляхти. Також йшли справи й з старостами. Земські чини, як і всюди, займала середня шляхта, для якої вони служили показниками положення в суспільстві.

### Старости
- 1527 — Іван Юрійович Глібович
- 1528 — Ян Юрійович Іллінич[ru]
- 1529 — Юрій Зенович
- 1535 — Василій Полубінський
- 1535 — Ян Соломерецький
- 1539 — Юрій Зенович
- 1547 — Іван Юрійович Глібович
- 1551—1555 — Ян Полубінський
- 1566—1571 — Ян Соломерецький
- 1593—1607 — Павло Пац
- 1611 — Петро Пац
- 1612 — Ян Друцький-Соколинський
- 1615 — Микола Францкевич-Радзимінський[ru]
- 1623—1626 — Христофор Стефан Сапега
- 1635—1641 — Юзеф Корсак
- 1641—1650 — Януш Радзивіл
- 1651 — Гедеон Тризна
- 1653 — Кшиштоф Цехановецький
- 1658—1671 — Микола Цехановецький
- 1674—1680 — Ян Огінський
- 1681—1697 — Лев Казимир Огінський
- 1701—1705 — Михайло Богуслав Котел[pl]
- 1706 — Григорій Антоній Огінський
- 1710 — Богуслав Котел
- 1716 — Миколай Сапега
- 1717—1719 — Казимир Огінський
- 1719—1729 — Ян Казимир Лендорф (нім. Lehndorff, Lehndorf, Lendorf)
- 1731—1733 — Фелікс Цехановецький
- 1734—1738 — Олександр Волович
- 1738—1747 — Никодим Цехановецький
- 1749—1757 — Кшиштоф Волович
- 1757 — Михайло Антоній Сапега
- 1757—1767 — Микола Лопатинський
- 1767—1772 — Ян Никодим Лопатинський

## Геральдика
Гербом воєводства була литовська «Погоня» в червоному полі. Воєводська хоругва мала жовтий колір, а воєводський мундир складався з гранатового кунтуша зі срібними вилогами і солом'яно-жовтого жупана.